# Senegalesische Fußballnationalmannschaft (U-23-Männer)
Die senegalesische U-23-Fußballnationalmannschaft ist eine Auswahlmannschaft senegalesischer Fußballspieler, die der Fédération Sénégalaise de Football unterliegt. Sie repräsentiert den Verband bei internationalen Freundschaftsspielen wie auch bei den Afrikaspielen und beim U-23-Afrika-Cup, welcher seit 2011 über die Teilnahme an den Olympischen Sommerspielen entscheidet.

## Geschichte
Erstmals konnte sich die Mannschaft im Jahr 2003 für ein Turnier der Afrikaspiele qualifizieren, weil bis 1991 noch die A-Nationalmannschaft an dem Turnier teilnahmeberechtigt war und es die Mannschaft zwischenzeitlich nicht über die Qualifikationsphase hinaus schaffte.
Für die erste Austragung des U-23-Afrika-Cup konnte sich die Mannschaft qualifizieren, erreichte hier aber nur den vierten Platz. Was nicht für eine Teilnahme am olympischen Turnier 2012 gereicht hätte. Später konnte sich die Mannschaft aber noch über die internationale Play-off-Runde nach einem Sieg über den Oman qualifizieren. Nach einem weiteren vierten Platz in der nächsten Ausgabe des Turniers, konnte sich die Mannschaft im Jahr 2019 nicht für die Endrunde beim Afrika-Cup qualifizieren.

## Ergebnisse bei Turnieren
| Jahr | Platzierung        |
| ---- | ------------------ |
| 1991 | nicht qualifiziert |
| 1995 | nicht qualifiziert |
| 1999 | nicht qualifiziert |
| 2003 | Gruppenphase       |
| 2007 | nicht qualifiziert |
| 2011 | 4. Platz           |
| 2015 | 1. Platz           |
| 2019 | 3. Platz           |

| Jahr | Platzierung        |
| ---- | ------------------ |
| 2011 | 4. Platz           |
| 2015 | 4. Platz           |
| 2019 | nicht qualifiziert |
| 2023 | steht noch aus     |